# Dolcourt
Dolcourt é uma comuna francesa na região administrativa do Grande Leste, no departamento de Meurthe-et-Moselle. Estende-se por uma área de 6.19 km², e possui 131 habitantes, segundo o censo de 2018, com uma densidade de 21 hab/km².